# Dipsadídeos
Os Dipsadídeos (Dipsadidae) são uma família de répteis do clado Serpentes. Está distribuída nas Américas e no Caribe.
Seu nome é uma possível homenagem a besta folclórica da Idade Média, Dipsa.

## Taxonomia
Este grupo de serpentes estava classificado na família Colubridae, representando duas subfamílias, Dipsadinae e Xenodontinae. Estudos moleculares demonstram a especificidade do grupo, elevando-o a categoria de família distinta. Estudos moleculares confirmam três linhagens distintas, que geralmente são tratadas como subfamílias, embora não haja consenso sobre a monofilia da linhagem composta pelos cinco gêneros que ocorrem na América do Norte, Carphophis, Contia, Diadophis, Farancia e Heterodon. Em 2007, a família foi dividida em três subfamílias: Dipsadinae, Heterodontinae e Xenodontinae. Entretanto o uso do termo familiar Heterodontinae Bonaparte, 1850 pode gerar confusão devido a similaridade com o Heterodontidae Gray, 1851, usado para tubarões, ficando seu uso pendente a modificações de nomenclatura. Em 2009, uma quarta subfamília, a Carphophiinae, foi identificada em estudos moleculares para abrigar os gêneros Carphophis, Contia e Diadophis, deixando o Heterodon e Farancia como incertae sedis.

### Sistemática
- Família Dipsadidae Bonaparte, 1850
  - Subfamília incertae sedis [Heterodontinae sensu Vidal et al., 2007;2010 + Thermophis sensu Grazzitotin et al., 2012 + "Nothopsini" sensu Zaher et al., 2009]
    - Gênero Carphophis Gervais (in D'Orbigny), 1843
    - Gênero Contia Girard (in Baird & Girard), 1853
    - Gênero Diadophis Girard (in Baird & Girard), 1853
    - Gênero Farancia Gray, 1842
    - Gênero Heterodon Latreille (in Sonnini & Latreille), 1801
    - Gênero Cercophis Fitzinger, 1843
    - Gênero Crisantophis Villa, 1971
    - Gênero Diaphorolepis Jan, 1863
    - Gênero Emmochliophis Fritts & Smith, 1969
    - Gênero Enuliophis McCranie & Villa, 1971
    - Gênero Enulius Cope, 1871
    - Gênero Hydromorphus Peters, 1859
    - Gênero Lioheterophis Amaral, 1934
    - Gênero Nothopsis Cope, 1871
    - Gênero Rhadinophanes Myers & Campbell, 1981
    - Gênero Sordellina Procter, 1923
    - Gênero Synophis Peracca, 1896
    - Gênero Tantalophis Duellman, 1958
    - Gênero Thermophis Malnate, 1953
    - Gênero Uromacerina Amaral, 1930
    - Gênero Xenopholis Peters, 1869

  - Subfamília Dipsadinae Bonaparte, 1850
    - Gênero Adelphicos Jan, 1862
    - Gênero Amastridium Cope, 1861
    - Gênero Atractus Wagler, 1828
    - Gênero Cenaspis Campbell, E.N. Smith & Hall, 2018
    - Gênero Chapinophis Campbell & Smith, 1998
    - Gênero Chersodromus Reinhardt, 1860
    - Gênero Coniophanes Hallowell (in Cope), 1860
    - Gênero Cryophis Bogert & Duellman, 1963
    - Gênero Dipsas Laurenti, 1768
    - Gênero Eridiphas Leviton & Tanner, 1960
    - Gênero Geophis Wagler, 1830
    - Gênero Hypsiglena Cope, 1860
    - Gênero Imantodes Duméril, 1853
    - Gênero Leptodeira Fitzinger, 1843
    - Gênero Ninia Girard (in Baird & Girard), 1853
    - Gênero Plesiodipsas Harvey, Fuenmayor, Portilla & Rueda-Almonacid, 2008
    - Gênero Pliocercus Cope, 1860
    - Gênero Pseudoleptodeira Taylor, 1938
    - Gênero Rhadinaea Cope, 1863
    - Gênero Rodriguesophis Zaher, Grazziotin, Murphy, Scrocchi, Altamirano, Benavides, Zhang & Bonatto, 2012
    - Gênero Sibon Fitzinger, 1826
    - Gênero Sibynomorphus Fitzinger, 1843
    - Gênero Tretanorhinus Duméril, Bibron & Duméril, 1854
    - Gênero Trimetopon Cope, 1885
    - Gênero Tropidodipsas Günther, 1858
    - Gênero Urotheca Bibron (in de la Sagra), 1843
- Subfamília Xenodontinae Bonaparte, 1845
  -     - Gênero Alsophis Fitzinger, 1843
    - Gênero Antillophis Maglio, 1970
    - Gênero Apostolepis Cope, 1861
    - Gênero Arrhyton Günther, 1858
    - Gênero Boiruna Zaher, 1996
    - Gênero Calamodontophis Amaral, 1963
    - Gênero Caaeteboia Zaher, Grazziotin, Cadle, Murphy, Moura-Leite & Bonatto, 2009
    - Gênero Caraiba Zaher, Grazziotin, Cadle, Murphy, Moura-Leite & Bonatto, 2009
    - Gênero Clelia Fitzinger, 1826
    - Gênero Conophis Peters, 1860
    - Gênero Darlingtonia Cochran, 1935
    - Gênero Ditaxodon Hoge, 1958
    - Gênero Drepanoides Dunn, 1928
    - Gênero Echinanthera Cope, 1894
    - Gênero Elapomorphus Wiegmann (in Fitzinger), 1843
    - Gênero Gomesophis Hoge & Mertens, 1959
    - Gênero Helicops Wagler, 1828
    - Gênero Hydrodynastes Fitzinger, 1843
    - Gênero Hydrops Wagler, 1830
    - Gênero Hypsirhynchus Günther, 1858
    - Gênero Ialtris Cope, 1862
    - Gênero Liophis Wagler, 1830 (inclui Erythrolamprus Boie, 1826)
    - Gênero Lygophis Fitzinger, 1843
    - Gênero Magliophis Zaher, Grazziotin, Cadle, Murphy, Moura-Leite & Bonatto, 2009
    - Gênero Manolepis Cope, 1885
    - Gênero Mussurana Zaher, Grazziotin, Cadle, Murphy, Moura-Leite & Bonatto, 2009
    - Gênero Ocyophis Cope, 1886
    - Gênero Oxyrhopus Wagler, 1830
    - Gênero Paraphimophis Zaher, Grazziotin, Murphy, Scrocchi, Altamirano, Benavides, Zhang & Bonatto, 2012
    - Gênero Phalotris Cope, 1862
    - Gênero Philodryas Wagler, 1830 (inclui Pseudablabes Boulenger 1896, e Xenoxybelis Machado 1993)
    - Gênero Phimophis Cope, 1860
    - Gênero Pseudalsophis Zaher, Grazziotin, Cadle, Murphy, Moura-Leite & Bonatto, 2009
    - Gênero Pseudoboa Schneider, 1801
    - Gênero Pseudoeryx Fitzinger, 1826
    - Gênero Pseudotomodon Koslowski, 1896
    - Gênero Psomophis Myers & Cadle, 1994
    - Gênero Ptychophis Gomes, 1915
    - Gênero Rhachidelus Boulenger, 1908
    - Gênero Saphenophis Myers, 1973
    - Gênero Schwartzophis Zaher, Grazziotin, Cadle, Murphy, Moura-Leite & Bonatto, 2009
    - Gênero Siphlophis Fitzinger, 1843
    - Gênero Tachymenis Wiegmann, 1834
    - Gênero Taeniophallus Cope, 1895
    - Gênero Thamnodynastes Wagler, 1830
    - Gênero Tomodon Duméril (in Duméril, Bibron & Duméril), 1853
    - Gênero Tropidodryas Fitzinger, 1843
    - Gênero Umbrivaga Roze, 1964
    - Gênero Uromacer Duméril, Bibron & Duméril, 1854
    - Gênero Xenodon Boie, 1826 (inclui Lystrophis Cope, 1885 e Waglerophis Romano & Hoge, 1972)